# Tři nesplněná přání
Tři nesplněná přání (v anglickém originále Three Dreams Denied) jsou 7. díl 32. řady (celkem 691.) amerického animovaného seriálu Simpsonovi. Scénář napsala Danielle Weisbergová a díl režíroval Steven Dean Moore. V USA měl premiéru dne 22. listopadu 2020 na stanici Fox Broadcasting Company a v Česku byl poprvé vysílán 8. března 2021 na stanici Prima Cool.
Jako host v dílu účinkuje Ben Platt v roli Blekea a Paul Rudd jako on sám. Díl vypráví o Komiksákovi, který se vydá na con Comicalooz, Bartovi, který se stane dabérem, a Líze, která ve škole narazí na nového rivala. Byl přijat pozitivně a ve Spojených státech jej v premiéře sledovalo 4,41 milionu diváků.

## Děj
Agnes Skinnerová prodá Komiksákovi hračku Radioactive Mana patřící jejímu synovi. Komiksák se rozhodne hračku prodat na internetu, což mu umožní vydat se na vysněný con Comicalooz. Mezitím Líza potká ve škole nového žáka jménem Blake a je šťastná (až zamilovaná), když zjistí, že hraje také na saxofon a Bart se seznámí s dabérem.
V letadle se Komiksák pokusí přijít na dokonalou otázku, na kterou se zeptá v diskusi s nadějí, že dostane práci v Marvel Studios. Před Comicaloozou se mu podaří vymyslet skvělý dotaz, ale když na něj přijde řada, zapomene jej. Do Springfieldu se vrací skleslý, ale znovu jej napraví Ralph Wiggum.
Ve škole Blake lstí způsobí, že Líza ztratí post první saxofonistky, a ta je zklamaná. Uvědomí si však, že může hrát na saxofon i mimo školu a rozhodne se hrát v obchodním centru, kde zjistí, že ostatní lidé její hudbu oceňují. Později se stane závislá na hraní zdarma.
Mezitím Bart získá roli Jules v animovaném seriálu WB Perníkový hrad. Dalšího dne pozve Nelsona Muntze a jeho přátele, aby seriál zhlédli. Při sledování Bart zjistí, že nadaboval princeznu, kvůli čemuž si z něj ostatní dělají legraci. Později se Bartova postava stane bezohledným zabijákem, což na každého udělá dojem.
V potitulkové scéně si Komiksák před Comicaloozou zapisuje otázky a kolem něj se nachází spousta postav v rámci kulturních referencí.

## Produkce

### Vývoj
V roce 2020 vydala stanice Fox Broadcasting Company osm propagačních obrázků k dílu.

### Původní znění
Jako host v dílu účinkuje Ben Platt v roli Blekea a Paul Rudd jako on sám. Rudd dříve hostoval ve dvou jiných epizodách. Dawnn Lewis v dílu účinkuje jakožto letuška.

### České znění
Režisérem a úpravcem dialogů českého znění byl Zdeněk Štěpán, díl přeložil Vojtěch Kostiha. Hlavní role nadabovali Vlastimil Zavřel, Martin Dejdar, Jiří Lábus a Ivana Korolová. České znění vyrobila společnost FTV Prima v roce 2020 v holešovickém studiu Babidabi. Jedná se o poslední díl vyrobený roku 2020. Následující díl Cesta do Cincinnati byl vyroben roku 2021, úpravkyní dialogů se stala Ladislava Štěpánová a nebylo uvedeno studio výroby.

## Přijetí

### Sledovanost
Ve Spojených státech díl v premiéře sledovalo 4,41 milionu diváků.

### Kritika
Tony Sokol, kritik Den of Geek, napsal: „Simpsonovi jsou vždy sebereferenční, ale v dílu Tři nesplněná přání je to velmi podprahové.“ Dále napsal: „Všechny tři příběhy jsou silné, zábavné, dojímavé nebo rizikové, což je potřeba, aby byly skvělé,“ a díl ohodnotil 3 hvězdičkami z 5.